# Cuhureștii De Jos
Cuhureștii De Jos – miejscowość i gmina w Mołdawii, w rejonie Florești. W 2014 roku liczyła 1938 mieszkańców.